# Alberto Irazu
Alberto Irazu Ibáñez (Andoáin, Guipúzcoa, 1970) es un periodista vasco que vive en San Sebastián.

## Biografía
En la década de los 80, integrado en el movimiento musical del antiguo Gaztetxe de Andoáin, Alberto, formó parte de algunos grupos de punk hardcore y metal. Con el grupo hardcore Karkaxa grabó una canción en el disco Txerokee bilduma (Elkar, 1990)  y una maqueta en 1993.
Después creó el grupo Naun, compuesto por integrantes de los grupos Karkaxa y Eskoria-tza y tras participar en el disco Abiadura Haundiko Trenaren aurkako musika (1996) publicaron su primer disco Eta legeaz landako gure mintzairan solastuko (Zaunka records, 1998). El título del disco se inspiró en un poema de Joseba Sarrioanaindia y las letras de tres de las diez canciones que lo componen son una adaptación de los poemas de Sarrionaindia. Al deshacerse el grupo, algunos compañeros participaron en Captain Nemo.
Captain Nemo publicó dos discos con Irazu a la guitarra, Korrontearen kontra, urpekari bat (Metak, 2004) y 1280 Euskal hiria (Gor, 2007).
Aparte de la música, es licenciado en Ciencias Sociales y de la Comunicación. Ha trabajado como periodista en varios medios de comunicación, como Argia, Irutxulo, Gaztezulo, Euskaldunon Egunkaria, Berria, Euskadi Irratia, etcétera. Fue impulsor de Egian Euskaraz Bizi Nahi Dugulako, indicador del compromiso de Irazu con el euskera.
Partiendo de aquella experiencia en el Gaztetxe de Andoáin, en 2017, publicó el libro Rocka puntua! (Pamiela, 2017), una reflexión sobre la relación entre el versolarismo y el rock.

## Obras
- Rocka puntua! (Pamiela, 2017)